# Monture Nikon F
La monture F est une monture d'objectif développée par Nikon. Son nom désigne un type de couplage des objectifs aux reflex de format 35 mm de la marque. Nikon a dévoilé sa monture F avec le mythique boîtier Nikon F lancé en 1959.
La grande variété d'objectifs compatibles avec la monture F, y compris un grand nombre d'objectifs nikkor, font de cette monture le plus grand système d'objectifs interchangeables de l'histoire. La monture F est répandue dans les applications industrielles et scientifiques.

## Description

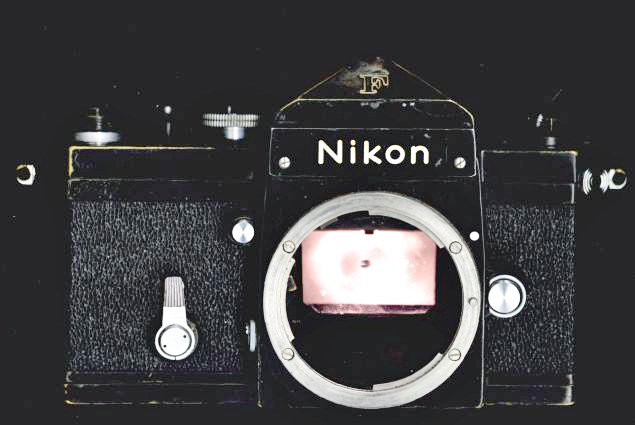
Le Nikon F de 1959 intègre la monture F originale

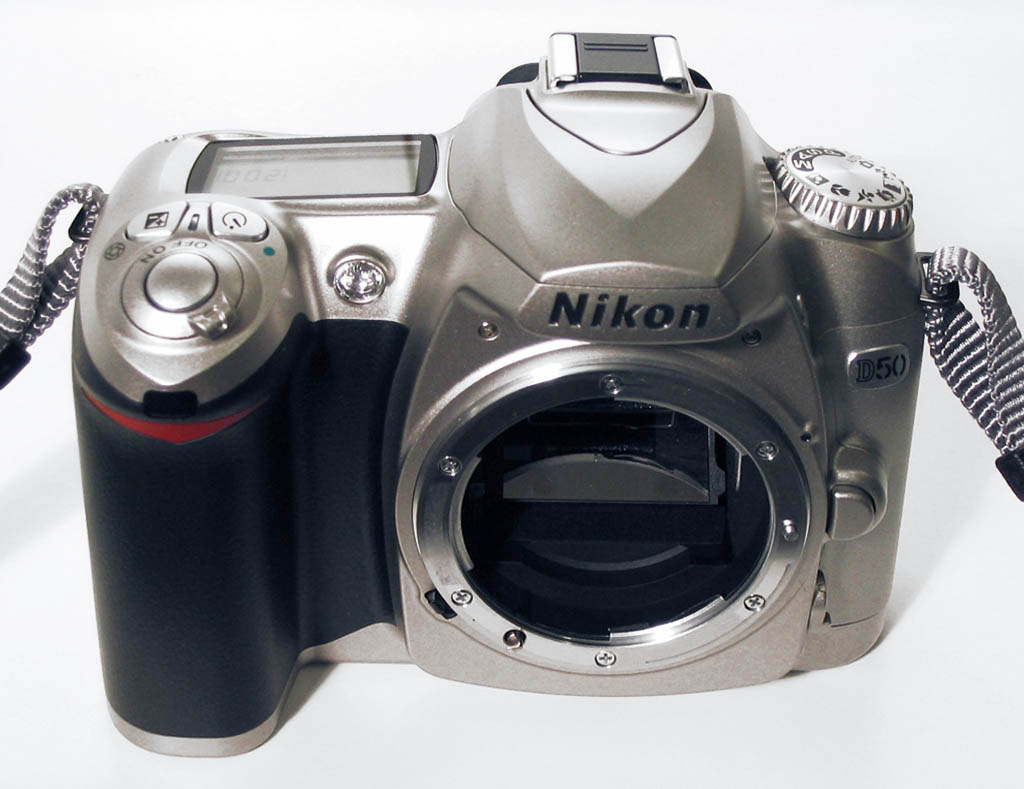
Le Nikon D50 dévoile la version actuelle de la monture F

Cette monture comporte une baïonnette à trois gorges de diamètre interne 44 mm distante de 46,5 mm du plan focal.
La monture F est l'un des deux seuls systèmes de couplage d'objectifs (l'autre étant la monture K de Pentax) à ne pas avoir été abandonnés par leur fabricant depuis l'avènement du système autofocus. Le développement de cette monture s'est poursuivi afin de répondre à de nouveaux besoins techniques liés à la sophistication et à l'automatisation des boîtiers photographiques. Les objectifs photographiques à monture F sont actuellement fabriqués par Nikon, Zeiss, Samyang, Voigtländer, Sigma, Tokina (Kenko) et Tamron. Les boîtiers photographiques à monture F incluent des modèles fabriqués aujourd'hui par Nikon, Sinar, Fujifilm et Kodak. Un grand nombre d'autres fabricants utilise la monture F pour des applications d'imagerie non photographique.
La monture F possède un important degré de compatibilité ascendante et descendante. Beaucoup d'objectifs autofocus à monture F peuvent être utilisés sur le boîtier Nikon F de 1959 et les premiers objectifs à monture F des années 1960 et 1970 peuvent continuer à être utilisés sur tous les boîtiers professionnels de la marque moyennant quelques modifications mineures. Certaines incompatibilités existent toutefois et des personnes utilisant la monture F de façon aventureuse devraient consulter la documentation technique des produits.
Une grande partie des objectifs à monture F couvre la zone du standard 24 × 36 mm d'un film 135, tandis que les objectifs DX, couvrent une surface de 15,7 x 23,7 mm qui est la taille du capteur du format Nikon DX. Les objectifs à monture F conçus pour des applications industrielles couvrent une surface variable et souvent plus petite. Les objectifs DX, lorsqu'ils sont utilisés sur des boîtiers à film 35 mm, génèrent un fort vignetage. Les objectifs Nikon conçus pour les boîtiers 24 × 36 fonctionnent sur les boîtiers reflex numériques de la marque avec, toutefois, quelques limitations dans certains cas.
Sont incompatibles sur boîtiers numériques :
- la plupart des boîtiers électroniques (D50, etc.) n'effectuent pas de mesure d'exposition s'ils sont équipés d'objectifs sans CPU, toutefois l'utilisation en mode manuel est possible. Acceptent les Ai/s : D200, D300/D300s, D7000.

Sont incompatibles sur boîtiers argentiques :
- séries "G" récentes, faute de bague de réglage du diaphragme accessible : sur les boitiers sans contrôle de l'ouverture par le boîtier, ou par commande de type fourchette ou Ai/AiS (ils fonctionnent à ouverture maximale),
- les séries "DX" conçues exclusivement pour les capteurs numériques,
- les IX-Nikkor conçus pour le Pronea au format APS (plus petit).

Sont mécaniquement incompatibles sur les boitiers numériques et les argentiques compatibles Ai :
- les objectifs Non-AI, commercialisés avant 1977, s'ils ne sont pas modifiés à la spécification AI : risque de casse de l'ergot de couplage Ai.

## Objectifs compatibles

### Nikkor et Nikon Série E

#### Désignations
La liste grandissante des désignations d'objectifs Nikon pour la monture F reflète le développement de cette monture ainsi que la disponibilité d'objectifs pour celle-ci.
- Pre-AI ou Non-AI ou NAI - La monture F originale offre un couplage au posemètre du boîtier par une fourchette fixée sur la bague de diaphragme (en anglais rabbit ears "oreilles de lapin" ou "fork" "fourchette" ou "prong"). Tous les objectifs pré-Ai ont ou ont eu cette fourchette, version sans trou, qui a pu être démontée lors du passage à un boîtier Ai/AiS ou AF.
- AI - Aperture Indexing Couplage mécanique du diaphragme de l'objectif au posemètre du boîtier, 1977. Les Ai se reconnaissent facilement à leur "fourchette" trouée. Les F à F4, FM, FE, EL2, F3, F4 et Nikkormat FT3 utilisent le système de mesure AI mais permettent d'adapter des objectifs non AI, car il est possible de débrayer le levier à la main. Le F5 pouvait également recevoir ce dispositif mais uniquement sur commande spéciale : cette particularité concerne très peu d'exemplaires. Pour les autres la bague des ouvertures risque de plier le levier AI. Les objectifs Pre-AI peuvent être mis au standard AI par remplacement de la bague de diaphragme : Nikon a proposé la modification pendant une courte période au moment de l'apparition de la norme AI. Par la suite les stocks de pièces ont été revendues à des réparateurs indépendants : la plupart sont désormais épuisées et introuvables. Il existe un autre moyen, moins noble et irréversible (et qui fait perdre toute valeur "collection" aux exemplaires ainsi modifiés) de transformer un objectif, en limant une partie de la bague de diaphragme.
- AIS - Auto Indexing Shutter Le successeur du système AI, 1981. L'objectif possède un ergot arrière sur la bague de diaphragme qui indique au boîtier la valeur de l'ouverture choisie. Se reconnaît à sa double bague d'indication d'ouverture et le chiffre du diaphragme le plus petit de la petite bague d'ouverture est orange + petite cuvette dans la monture arrière pour le couplage FA (indication de la focale, deux positions : moins ou plus de 135 mm, imposant à l'automatisme une vitesse d'obturation rapide). Nikon a assuré la transformation de ses anciens objectifs, certains artisans le font encore. La seconde couronne sur l'arrière de l'objectif peut poser des problèmes de mesure d'exposition sur certains boîtiers anciens.

La série Ais permet le mode programme avec les boîtiers FA, F-301, F-501 & F4 qui ont besoin de l'indication de la focale.
Un "Ais" reste compatible en mise au point assistée et mesure de lumière sur les autofocus F-501, F-601, F-801, F70, F90, F100, F5, F6, et numériques D1, D2, D200, Fuji S5. Sur un boîtier autofocus récent compatible Ai, aucune différence de comportement n'existe en priorité diaphragme et mesure de lumière centrée même si le boîtier est réglé en matriciel (sauf mesure matricielle sur les F4 et D2, F6, D200, Fuji S5).
- AIP - CPU-enabled. Objectifs AIS avec CPU. Objectifs tous manuels, mais couplés en mesure de lumière avec tous les boîtiers autofocus et avec les boîtiers manuels postérieurs à 1977. Cette puce est de même génération que celle présente sur les objectifs AF : elle ne fournit pas d'information de distance, ce qui limite certaines possibilités.
- AF - Objectifs Autofocus, 1986 sur F-501 (1983 sur F3AF, avec deux objectifs spécifiques). Dotés d'un microprocesseur intégré mais restant compatibles avec les Ai. En cas d'utilisation d'un objectif AF non-D sur un boîtier fabriqué après 96, c'est une version limitée du système de mesure qui est utilisée au lieu du système de mesure matricielle 3D.
- AFD - Distance/Dimension, 1996. Indiqué après le nombre-f. Ils contiennent un microprocesseur de codage qui transmet au boîtier de l'appareil photo des informations concernant la distance de mise au point servant à améliorer la précision des systèmes de mesure de l'exposition et du flash de l'appareil, selon Nikon. Certaines fonctionnalités comme la réduction automatique de la distorsion sur les boîtiers numériques de la marque offrant la fonction et dans le logiciel de dématriçage Nikon Capture NX2 (à partir de la version 2.2) ne sont gérées que si les photos ont été prises avec des objectifs Nikon AFD.
- AF-I - AutoFocus-Internal, 1992. Grands téléobjectifs (300 mm f/2.8 jusqu'au 600 mm f/4.0) Ai munis d'un moteur interne d'AF. Remplacé par la spécification AFS en 1996. Les objectifs AFI, AFS et AFG disposent d'une puce de type "D".
- AFG - Indiqué après le nombre-f, 2000. Ce sont des objectifs de type D, sauf qu'ils n'ont pas de bague de diaphragme : ils ne peuvent donc être contrôlés que par le boîtier. Seuls les boîtiers autofocus avec bouton de commande sont capables de piloter des objectifs G. Compatibles avec la plupart des argentiques apparus après le F5 (1996) ils fonctionnent sur les autres boîtiers en modes S (priorité vitesse) et P (programme). À l'origine, les premiers objectifs de type AFG ne disposaient pas de motorisation interne (et les premiers objectifs motorisés disposaient bien d'une bague de diaphragme). Les modèles récents sont tous à motorisation interne.
- AF-S - AutoFocus-Silent, 1996. Indiqué sur l'objectif à gauche de Nikkor. Objectifs utilisant la technologie Silent Wave Motor (moteur de mise au point intégré n'utilisant pas le moteur de mise au point automatique intégré au boîtier de l'appareil) pour effectuer la mise au point discrètement et rapidement; similaire à la technologie Ultrasonic Motor de Canon. Tous les AFS sont AFD. Compatible seulement avec les argentiques F4, F5, F6, F90, F100, F80, F65, F75 (pas F60/N60, F-801/N8008). Seuls les AFS (et les AFI) sont inconditionnellement utilisables sur les boitiers numériques D40, D50, D60, D3x00, D5x00 ; la plupart des AFG (les motorisés) le sont aussi.
- AF-P - AutoFocus-Pulse, 2016. Indiqué sur l'objectif à gauche de Nikkor. Objectifs utilisant - à l'instar des optiques STM de Canon - un moteur pas-à-pas autorisant un déplacement plus progressif du groupe de mise au point afin d'éviter les phénomènes de saccades et de pompages observés en vidéo avec les optiques AF et AF-S traditionnelles. Les boitiers numériques à partir des D5, D750, D610, D600, D5500, D5300, D3300 sont compatibles sans limitations, mais nécessitent une mise à jour du firmware. Les D3400, D5600, D7500 et D500 supportent les objectifs AF-P avec le firmware d'usine. Les boitiers reflex numériques antérieurs D4, D4S, D3, D3X, D3S, D810, D810A, D800, D800E, Df, D700, D300, D300S, D7200, D7100, D7000, D5200 sont compatibles partiellement, car ils réinitialisent la mise au point à l'infini à chaque mise en veille du pose-mètre (à noter que cette temporisation est réglable dans les options).
- DC - Defocus Control. Les objectifs DC ont une bague de contrôle séparée pour ajuster les effets du flou d'arrière-plan, connu aussi sous le nom de Bokeh.
- DX - Objectifs conçus pour les capteurs numériques au format Nikon DX, 2003. La taille de l'image projetée sur le capteur est réduite du facteur 1,5 afin de s'adapter à la taille plus petite de capteurs au format Nikon DX. Ils ne sont pas conseillés pour l'utilisation avec un boîtier a capteur FX ou argentique (35mm ou APS) : ils produisent une image à fort ou très fort vignetage, selon la focale et l'ouverture.
- E (Serie E) - cette série, conçue pour accompagner le petit Nikon EM a inauguré la spécification AIS, moins la "fourchette" et la mention Nikkor, en 1979. Et surtout, contrairement aux AIS "normaux en métal, les objectifs Serie E sont en polycarbonate. Ce sont des objectifs légers et économiques (leur construction est plus légère, leur formule optique est parfois simplifiée, tout comme le traitement de surface des lentilles). Leur qualité optique est néanmoins proche de celle des Nikkor. Certains bricoleurs ont ajouté une fourchette permettant le montage sur un pré-Ai.
- E (Diaphragme électromagnétique) - Indiqué après le nombre-f, à la place de l'indication "G" des objectifs sans bague de diaphragme. À l'instar des objectifs de type "G", les optiques "E" ne disposent pas de bague de sélection des ouvertures. Cependant, le diaphragme n'est plus commandé par un levier mécanique accouplé avec le boitier, mais par un mécanisme électro-magnétique intégré à l'objectif. Ce dispositif permet un contrôle électronique plus précis du diaphragme ou des lamelles lors des prises de vue en rafale en mode d'exposition automatique. Ce système, inauguré avec le Nikkor AF-S 800mm f/5.6E FL VR (2013), équipe la majorité des optiques FX, remplaçant progressivement les optiques "G". La compatibilité est réservée aux boitiers apparus depuis la génération du Nikon D3. Les reflex Nikon argentiques et les numériques D1,D2,D100,D200,D40,D50,D60,D70,D80,D90 ou D3000 ne sont pas compatibles, l'ouverture restant bloquée à sa valeur maximale quel que soit le mode activé.
- ED - Verre Extra-low Dispersion. Réduit l'aberration chromatique. Le verre Super ED a été récemment mis sur le marché.
- FC - Traitement au fluor. Hydrophobe et oléophobe, le traitement au fluor permet de protéger la lentille frontale des poussières et des projections de liquides, et facilite le nettoyage de l'élément. Selon Nikon, ses propriétés antireflet contribuent également à la netteté des images.
- FL - Lentilles en fluorine. La fluorine est un matériau optique monocristal offrant un taux de transmission élevé dans les spectres de lumière infrarouge et ultraviolet, ce qui permet de corriger efficacement les aberrations chromatiques dans le spectre lumineux visible. Ce matériau étant significativement plus léger que le verre optique, il permet d'alléger la formule optique, notamment sur les super-téléobjectifs. Cette technologie a été introduite sur le Nikkor AF-S 800 mm f/5.6E FL VR., avant d'être déployée sur les 400 mm f/2.8E, 600 mm f/4E, 500 mm f/4E et 70-200 f/2.8E FL VR.
- HRI - Lentille à indice de réfraction élevé. Avec un indice de réfraction dépassant 2, une seule lentille HRI produit les mêmes effets que plusieurs lentilles standard réunies et peut corriger à la fois les aberrations sphériques et de courbure. Les lentilles HRI permettent d'améliorer les performances optiques et de réduire l'encombrement des optiques.
- IF - Internal Focusing L'action de mise au point déplace seulement des pièces internes dans l'objectif, ainsi il n'y a pas de mouvement av/ar ou de pivotement de la lentille (focale fixe ou zoom).
- IX - Objectifs optimisés pour la mise en œuvre du système SLR Pronea Advanced Photo System. Tous ces objectifs sont autofocus et à focale variable mais pas compatibles avec les autres boîtiers argentiques  . Ils devraient l'être avec les numériques n'exigeant pas d'AFS.
- "Médical - IF + flash annulaire, conçu pour la macrophoto, permettent un rapport jusqu'à 2/1 avec bague.
- Micro - Micro. Ces objectifs comme le 200 mm Micro-Nikkor sont utilisés pour la macrophotographie, ils sont connus pour leur excellente qualité.
- N - Indique un nouveau type de revêtement des lentilles de l'objectif en Nano Crystal, utilisé sur les 300 mm f/2.8G ED-IF AF-S VR et 105 mm f/2.8G ED-IF AF-S VR Micro Nikkor.
- PC - Perspective Control. L'objectif permet de modifier la bascule et/ou le décentrement afin de corriger la perspective et la profondeur de champ. Cette catégorie comprend les objectifs à décentrement 28 mm et 35 mm PC Nikkor, et l'objectif à bascule et décentrement 85 mm f/2.8D PC Micro Nikkor.
- PF - Phase Fresnel. La technologie Phase-Fresnel s'apparente à celle des lentilles diffringentes utilisée par Canon sous l'acronyme DO. Celle-ci permet de réduire significativement la longueur et le poids des télé-objectifs. Ce procédé est apparu en 2015 sur le Nikkor 300 mm f/4E PF VR, qui voit sa longueur réduite d'environ 30% en comparaison de son prédécesseur (Nikkor 300 mm f/4D IF-ED).
- RF - Rear Focusing variante de IF (Internal Focusing), signifie que seule la lentille arrière bouge pendant la mise au point.
- TTL - Through The Lens La lumière qui passe à travers l'objectif est réfléchie par le film et mesurée en continu par le capteur du flash pendant l'exposition jusqu'à ce que l'exposition soit correcte.
- VR - Vibration Reduction. Objectifs utilisant une lentille VR motorisée permettant de réduire le bougé lors de la prise du cliché. Ce système est équivalent aux systèmes Canon Image Stabilizer et Sigma OS. Le tout dernier système VR, intégré aux 18-200 mm f/3.5-5.6G ED-IF AF-S VR DX et 105 mm f/2.8G ED-IF AF-S VR N Micro-Nikkor, est dénommé VR-II mais n'est pas directement référencé dans la nomenclature Nikon des objectifs.

#### Objectifs à focale fixe et mise au point manuelle
- plusieurs fish-eyes de 6, 7,5, 8, et 10 mm de 180° dont Nikon serait le premier fabricant
- selon les cas : monture F, transformée AI, AI, AI-S
- 6 mm f/2.8
- 8 mm f2.8 fish-eye
- 13 mm f/5.6
- 15 mm f/3.5
- 15 mm f/5.6
- 16 mm f/3.5 fish-eye
- 16 mm f/2.8 fish-eye
- 18 mm f /3.5
- 19 mm f/4E PC (bascule et décentrement, diaphragme électromagnétique)
- 20 mm f/2.8
- 20 mm f/3.5
- 20 mm f/4
- 24 mm f/2.0
- 24 mm f/2.8
- 24 mm f/3.5D PC-E (bascule et décentrement)
- 28 mm f/2.0
- 28 mm f/2,8
- 28 mm f/3.5
- 35 mm f/1.4
- 35 mm f/2
- 35 mm f/2.8
- 35 mm f/3.5
- 45 mm f/2.8 GN
- 45 mm f/2.8 P (avec CPU)
- 45 mm f/2.8D PC-E (bascule et décentrement)
- 50 mm f/1.2
- 50 mm f/1.4
- 50 mm f/1.8
- 55 mm f/1,2 S-C
- 58 mm f/1.2 Noct-Nikkor
- 85 mm f/1.4
- 85 mm f/2
- 105 mm f/1.8
- 105 mm f/2.5
- 135 mm f/2
- 135 mm f/2.8
- 180 mm f/2.8 ED
- 200 mm f/4
- 200 mm f/2 ED-IF
- 300 mm f/4.5
- 300 mm f/4.5 ED
- 300 mm f/2 ED-IF
- 300 mm f/2.8 ED-IF
- 300 mm f/4.5 ED-IF
- 400 mm f/5.6 ED
- 400 mm f/2.8 ED-IF
- 400 mm f/3.5 ED-IF
- 400 mm f/5.6 ED-IF
- 500 mm f/8 REFLEX (ouverture fixe-miroirs)
- 600 mm f/4 ED-IF
- 600 mm f/5.6 ED-IF
- 800 mm f/5.6 ED-IF
- 1 000 mm f/11 REFLEX (ouverture fixe-miroirs)
- 1 200 mm f/11 ED

#### Objectifs à focale variable et mise au point manuelle
- 25-50 mm f/4
- 28-50 mm f/3,5
- 28-85 mm f/3,5-4,5
- 35-70 mm f/3,3
- 35-70 mm f/3,5
- 35-105 mm f/3,5
- 35-135 mm f/3,5
- 35-200 mm f/3,5
- 43-86 mm f/3,5
- 50-135 mm f/3.5
- 50-300 mm f/4,5
- 50-300 mm f/4,5 ED
- 80-200 mm f/2,8
- 80-200 mm f/4
- 80-200 mm f/4.5
- 180-360 mm f/8
- 200-400 mm f/4
- 1200-1700mm f/5.6-6P

#### Objectifs à focale fixe et mise au point automatique
- 14 mm f/2.8D ED AF
- 16 mm f/2.8D AF Fisheye
- 18 mm f/2.8D AF
- 20 mm f/2.8D AF
- 20 mm f/1.8G ED AF-S
- 24 mm f/2.8D AF
- 24 mm f/1.4G ED AF-S
- 24 mm f/1.8G ED AF-S
- 28 mm f/1.4D AF
- 28 mm f/1.4E ED AF-S (diaphragme électromagnétique)
- 28 mm f/2.8D AF
- 28 mm f/1.8G ED AF-S
- 35 mm f/2D AF
- 35 mm f/1.8G AF-S
- 50 mm f/1.4D AF
- 50 mm f/1.4G AF-S
- 50 mm f/1.8D AF
- 50 mm f/1.8G AF-S
- 58 mm f/1.4G AF-S (revêtement lentille en Nano Crystal)
- 85 mm f/1.4D AF
- 85 mm f/1.4G ED AF-S
- 85 mm f/1.8D AF
- 85 mm f/1.8G ED AF-S
- 105 mm f/2D AF DC
- 105 mm f/1.4E ED AF-S (diaphragme électromagnétique)
- 135 mm f/2D AF DC
- 180 mm f/2.8D ED-IF AF
- 200 mm f/2G ED-IF AF-S VR (deux générations de stabilisation, VR et VRII)
- 300 mm f/2.8G ED-IF AF-S VR (deux générations de stabilisation, VR et VRII)
- 300 mm f/2.8D ED-IF AF-S II (production arrêtée)
- 300 mm f/4D ED-IF AF-S (production arrêtée)
- 300 mm f/4E AF-S ED PF VR (diaphragme électromagnétique et lentilles diffringentes)
- 400 mm f/2.8D ED-IF AF-S II (production arrêtée)
- 400 mm f/2.8G AF-S ED VR (production arrêtée)
- 400 mm f/2.8E AF-S FL ED VR (diaphragme électromagnétique et lentilles en fluorine)
- 500 mm f/4D ED-IF AF-S II (production arrêtée)
- 500 mm f/4G AF-S ED VR (production arrêtée)
- 500 mm f/4E AF-S FL ED VR (diaphragme électromagnétique et lentilles en fluorine)
- 600 mm f/4D ED-IF AF-S II (production arrêtée)
- 600 mm f/4G AF-S ED VR (production arrêtée)
- 600 mm f/4E AF-S FL ED VR (diaphragme électromagnétique et lentilles en fluorine)
- 800 mm f/5.6E AF-S FL ED VR (diaphragme électromagnétique et lentilles en fluorine)

#### Téléconvertisseurs
- TC-14 (2,0x)
- TC-14A (1,4x)
- TC-14B (1,4x)
- TC-14C (1,4x)
- TC-14E II (1,4x)
- TC-14E III (1,4x) (optimisé pour le diaphragme électromagnétique)
- TC-16 (1,6x)
- TC-16A
- TC-17E II (1,7x)
- TC-20E II (2,0x)
- TC-20E III (2,0x)
- TC-200 (2,0x)AI
- TC-300 (2,0x)AI
- TC-201 (2,0x)
- TC-301 (2,0x)
- TC-1 (2,0x)non AI
- TC-2 (2,0x)non AI

#### Objectifs professionnels à focale variable et mise au point automatique
- 8–15 mm f/3.5-4.5E ED AF-S (fish-eye)
- 14–24 mm f/2.8G ED AF-S
- 17–35 mm f/2.8 ED-IF AF-S
- 24–70 mm f/2.8G ED AF-S
- 24–70 mm f/2.8E ED AF-S VR (diaphragme électromagnétique)
- 28–70 mm f/2.8D ED-IF AF-S
- 35–70 mm f/2.8 AF
- 35–70 mm f/2.8D AF
- 70–210 mm f/4D AF
- 70–200 mm f/2.8G AF-S ED VR (deux générations de stabilisation, VR et VRII)
- 70–200 mm f/2.8E AF-S FL ED VR (diaphragme électromagnétique et lentilles en fluorine)
- 80–200 mm f/2.8 ED AF
- 80–200 mm f/2.8D ED AF
- 80–200 mm f/2.8D ED AF (N)
- 80–200 mm f/2.8D ED AF-S
- 80–400 mm f/4.5-5.6D ED AF VR
- 80–400 mm f/4.5-5.6G ED AF-S VR
- 200–400 mm f/4G ED-IF AF-S VR (deux générations de stabilisation, VR et VRII)

#### Objectifs grand public à focale variable et mise au point automatique
- 16–35 mm f/4G ED-IF AF-S VR
- 18–35 mm f/3.5-4.5D ED-IF AF
- 24–50 mm f/3.5-4.5 AF (version D ensuite)
- 24–85 mm f/2.8-4D IF AF
- 24–85 mm f/3.5-4.5G ED-IF AF-S
- 24–120 mm f/3.5-5.6G ED-IF AF-S VR
- 24–120 mm f/4G ED-IF AF-S VR
- 28–80 mm f/3.3-5.6G AF
- 28–70 mm f/3.5-4.5D AF
- 28–85 mm f/3.5-4.5 AF Makro (N)
- 28–100 mm f/3.5-5.6G AF
- 28–105 mm f/3.5-4.5D AF
- 28–200 mm f/3.5-5.6G ED-IF AF
- 28-300mm f/3.5-5.6G ED AF-S VR
- 35–70 mm f/3.3-4.5 AF
- 35–80 mm f/4-5.6 D AF
- 35–135 mm f/3.5-4.5 AF
- 70–200 mm f/4G AF-S ED VR
- 70–210 mm f/4-5.6 AF
- 70–210 mm f/4-5.6D AF
- 70–300 mm f/4.5-5.6D ED AF
- 70–300 mm f/4.5-5.6G AF
- 70–300 mm f/4.5-5.6G IF-ED AF-S VR
- 70–300 mm f/4.5-5.6E AF-P ED VR (diaphragme électromagnétique et moteur pas-à-pas)
- 200–500 mm f/5.6E AF-S ED VR (diaphragme électromagnétique)

#### Objectifs dédiés auformat Nikon DX
- 10–20 mm f/4.5-5.6G ED AF-P DX (moteur pas-à-pas optimisé pour la vidéo)
- 10–24 mm f/3.5-4.5G ED AF-S DX
- 10,5 mm f/2.8G ED AF DX (fish-eye)
- 12–24 mm f/4G ED-IF AF-S DX
- 16–85 mm f/3.5-5.6G ED AF-S VR DX
- 17–55 mm f/2.8G ED-IF AF-S DX
- 18–55 mm f/3.5-5.6G ED AF-S DX
- 18–55 mm f/3.5-5.6G EDII AF-S DX
- 18–55 mm f/3.5-5.6G ED AF-S VR DX
- 18–70 mm f/3.5-4.5G ED-IF AF-S DX
- 18–105 mm f/3.5-5.6G ED AF-S VR DX
- 18–135 mm f/3.5-5.6G IF-ED AF-S DX
- 18–200 mm f/3.5-5.6G ED AF-S VR DX
- 55–200 mm f/4-5.6G ED AF-S DX
- 55–200 mm f/4-5.6G AF-S VR DX
- 55–300 mm f/4-5.6G AF-S VR ED DX
- 70–300 mm f/4.5-6.3G AF-P ED DX (deux versions : non stabilisée ou stabilisée "VR")
- 18–105 mm f/3.5-5.6 ED AF-S VR DX

#### Objectifs Macro à mise au point manuelle (objectifs pour laMacrophotographie)
- 55 mm micro f:3,5 AI
- 55 mm micro f:2,8 AI-S
- 85 mm f/2.8D PC-E Micro Nikkor (bascule et décentrement)
- 85 mm f/3.5G VR DX micro-Nikkor
- 105 mm f/4 micro Nikor (avec ou sans bague PN1)
- 105 mm f/2,8 micro Nikor (avec ou sans bague PN1)
- 200 mm f/4 PC Micro Nikkor
- 55 mm micro f:3,5 AI et non AI

#### Objectifs Macro à mise au point manuelle (objectifs pour laMacrophotographiescientifique)
- 200 mm f/5,6 Medical-Nikkor
- 120 mm f/4 Medical-Nikkor

#### Objectifs Micro AF (objectifs pour laMacrophotographie)
- 55 mm f/2.8 AF Micro
- 40 mm f/2.8 AF-S  Micro
- 60 mm f/2.8 AF Micro
- 60 mm f/2.8D AF Micro
- 60 mm f/2.8 AF-S Micro
- 105 mm f/2.8 AF Micro
- 105 mm f/2.8D AF Micro
- 105 mm f/2.8G ED-IF AF-S VR Micro (Revêtement lentille en Nano Crystal)
- 200 mm f/4D ED-IF AF Micro
- 70–180 mm f/4.5-5.6 ED AF-D Micro (production arrêtée début 2006)

#### Objectifs Nikon série E
- 28 mm f/2.8
- 35 mm f/2.5
- 50 mm f/1.8
- 100 mm f/2.8
- 135 mm f/2.8
- 36–72 mm f/3.5
- 75–150 mm f/3.5
- 70–210 mm f/4.0

### Carl Zeiss[1]
Les optiques photos portant le sigle ZF ou ZF.2 sont compatibles avec la monture Nikon F.

#### Très grand angle
- Distagon T* 15 mm f/2.8 ZF.2
- Distagon T* 18 mm f/3,5 ZF et ZF.2
- Distagon T* 21 mm f/2,8 ZF et ZF.2

#### Grand angle
- Distagon T* 25 mm f/2.8 ZF et ZF.2
- Distagon T* 28 mm f/2 ZF et ZF.2
- Distagon T* 35 mm f/1.4 ZF.2
- Distagon T* 35 mm f/2 ZF et ZF.2

#### Standard
- Planar T* 50 mm f/1.4 ZF et ZF.2

#### Téléobjectif
- Planar T* 85 mm f/1.4 ZF et ZF.2
- Apo Sonnar T* 135 mm f/2.0 ZF.2

#### Macro
- Makro-Planar T* 50 mm f/2 ZF et ZF.2
- Makro-Planar T* 100 mm f/2 ZF et ZF.2

### Voigtländer
- 12 mm f/5.6 SL Ultra Heliar (asphérique) : nécessite le verrouillage du miroir en position haute + utilisation d'un viseur externe
- 20 mm f/3.5 Color-Skopar
- 40 mm f/2 Ultron (asphérique)
- 58 mm f/1.4 Topcor
- 75 mm f/2.5 Color-Heliar
- 90 mm f/3.5 APO-Lanthar
- 125 mm f/2.5 APO-Lanthar (1:1 macro)
- 180 mm f/4 APO-Lanthar

### Sigma
Lexique des spécifications Sigma :
- Gammes A, C et S : Art = Optiques professionnelles à très grande ouverture | Sports Optiques optimisées pour le sport (autofocus rapide et construction renforcée) | Contemporary optiques d'entrée et milieu de gamme.

- DC : Optiques pour capteurs numériques APS-C.

- DG : Optiques pour capteurs numériques plein format.

- HSM : Motorisation autofocus ultrasonique intégrée dans l'objectif.
- IF : Mise au point interne.
- MACRO : optiques ayant un rapport de reproduction supérieur aux optiques conventionnelles. Il est nécessaire de distinguer les optiques spécialisées macro atteignant un rapport de reproduction égale à 1:1 (cf. catégories "macro") de celles ayant la spécification "macro", plus adaptées à la proxi-photo.
- OS : Optique à stabilisation interne.

Anciens termes :
- APO (Apochromatique) : formule optique utilisant des éléments ED.
- ASP (Asphérique) : une ou plusieurs lentilles à courbure non sphérique, dites asphériques – Ayant pour avantage de réduire l’encombrement/poids tout en garantissant une bonne qualité optique.
- EX : Ancienne dénomination des optiques de la gamme professionnelle.

#### Objectifs grand angle à focale variable
- 12–24 mm f/4 DG HSM Art
- 12–24 mm f/4.5-5.6
- 15–30 mm f/3.5-4.5
- 17–35 mm f/2.8-4 DG
- 20–40 mm f/2.8
- 24–35 mm f/2 DG HSM Art

#### Objectifs standard à focale variable
- 24–60 mm f/2.8 EX DG
- 24–70 mm f/2.8 EX DG
- 24–70 mm f/2.8 DG OS HSM ART
- 24–70 mm f/3.5-5.6
- 24–135 mm f/2.8-4.5
- 28–70 mm f/2.8 EX DG
- 28–70 mm f/2.8-4 DG
- 28–105 mm f/2.8-4 DG
- 28–105 mm f/3.8-5.6
- 28–135 mm f/3.8-5.6
- 28–200 mm f/3.5-5.6 DG
- 28–300 mm DG

#### Téléobjectifs à focale variable
- 50–500 mm f/4-6.3 DG
- 50–500 mm f/4.5-6.3 DG OS HSM
- 70–200 mm f/2.8 DG MACRO
- 70–200 mm f/2.8 EX DG OS HSM
- 70–210 mm f/2,8 apo
- 70–210 mm f/4-5.6 AF
- 70–300 mm f/4-5.6 DG MACRO (versions APO/non APO)
- 80–400 mm f/4.5-5.6
- 100–300 mm f/4 DG
- 120–300 mm f/2.8 DG Sports
- 100-400 mm f/5-6.3 DG OS HSM Contemporary
- 135–400 mm f/4.5-5.6 DG
- 150–600 mm f/5-6.3 DG OS HSM Contemporary / Sports
- 170–500 mm f/5-6.3 DG
- 200-500 mm f/2.8 EX DG APO
- 300–800 mm f/5.6 DG

#### Objectifs grand angle à focale fixe
- 8 mm f/3.5 EX DG CIRC. FISHEYE
- 14 mm f/1.8 DG HSM Art
- 14 mm f/2.8 EX
- 15 mm f/2.8 EX DG DIAG. FISHEYE
- 20 mm f/1.4 DG HSM Art
- 20 mm f/1.8 EX DG
- 24 mm f/1.4 DG HSM Art
- 24 mm f/1.8 EX DG
- 28 mm f/1.8 EX DG

#### Objectifs standards à focale fixe
- 35 mm f/1.4 DG HSM Art
- 50 mm f/1.4 DG HSM Art
- 85 mm f/1.4 DG HSM Art
- 135 mm f/1.8 DG HSM Art

#### Téléobjectifsà focale fixe
- 300 mm f/2.8 EX DG APO
- 500 mm f/4.0 DG OS HSM Sports
- 500 mm f/4.5 EX DG APO
- 800 mm f/5.6 EX DG APO

#### Objectifs macro
- 50 mm f/2.8 EX DG
- 70 mm f/2.8 EX DG
- 105 mm f/2.8 EX DG
- 150 mm f/2.8 EX DG
- 180 mm f/3.5 EX DG

#### Objectifs DC pourAPS-C
- 4.5 mm f/2.8 EX DC CIRC. FISHEYE HSM
- 8–16 mm f/4.5-5.6 DC HSM
- 10 mm f/2.8 EX DC FISHEYE HSM
- 10–20 mm f/3.5 EX DC HSM
- 10–20 mm f/4-5.6 EX DC
- 17–50 mm f/2.8 EX DC OS HSM
- 17–70 mm f/2.8-4 DC OS HSM MACRO Contemporary
- 18–35 mm f/1.8 DC HSM Art
- 18–50 mm f/2.8 EX DC
- 18–50 mm f/3.5-5.6 DC
- 18–125 mm f/3.5-5.6 DC
- 18–200 mm f/3.5-6.3 DC OS HSM MACRO
- 18–250 mm f/3.5-6.3 DC OS HSM MACRO
- 18–300 mm f/3.5-6.3 DC OS HSM MACRO
- 30 mm f/1.4 EX DC HSM
- 30 mm f/1.4 DC HSM Art
- 50–150 mm f/1.8 DC HSM Art
- 50–150 mm f/2.8 DC
- 55–200 mm f/4-5.6 DC

### Tamron

#### Objectifs Di II pourAPS-C
- SP AF11-18 mm f/4.5-5.6 Di II LD Asphérique (IF)
- SP AF17-50 mm f/2.8 XR Di II LD Asphérique (IF) NOUVEAU
- AF18-200 mm f/3.5-6.3 XR Di II LD Asphérique (IF)
- AF55-200 mm f/4-5.6 Di II LD NOUVEAU

#### Objectifs Di (Digitally Integrated)
- SP AF17-35 mm f/2.8-4 Di LD Asphérique (IF)
- SP AF28-75 mm f/2.8 XR Di LD Asphérique (IF)
- AF28-200 mm f/3.8-5.6 XR Di Asphérique (IF) Macro
- AF28-300 mm f/3.5-6.3 XR Di LD Asphérique (IF)
- AF70-300 mm f/4-5.6 Di LD Macro 1:2
- SP AF200-500 mm f/5-6.3 Di LD (IF)
- SP AF90 mm f/2.8 Di 1:1 Macro
- SP AF180 mm f/3.5 Di LD (IF) 1:1 Macro

#### Objectifs conventionnels
- AF28-80 mm f/3.5-5.6 Asphérique
- AF75-300 mm f/4-5.6 LD Macro

#### Objectifs conventionnels SP (Super Performance)
- SP AF24-135 mm f/3.5-5.6 AD Asphérique (IF)
- SP AF14 mm f/2.8 Aspherical (IF) Rectilinear
- SP AF300 mm f/2.8 LD (IF)

### Tokina

#### Mise au point automatique

##### Série AT-X PRO
- AT-X M100 AF PRO D AF 100 mm f/2.8 MACRO
- AT-X 124 AF PRO DX AF 12–24 mm f/4

##### Série AT-X
- AT-X 242 AF 24~200 mm f/3.5~5.6
- AT-X 840 AF D 80~400 mm f/4.5~5.6

##### Série AF
- AF 193 AF 19~35 mm f/3.5~4.5

### Soligor

#### Mise au point manuelle
- 28mm f/2.8 Wide auto
- 135mm f/2.8 Wide auto

#### Téléconvertisseurs
- Auto Tele converter to Fit Nikon (2X)

### Vivitar

#### Série AF
- AF 70-300mm f/4.5-5.6 serie 1

#### Mise au point manuelle
- 24mm f/2,8-22 AIS
- 80-200mm f/4.5 constant Ai

### autres marques
Makinon : 135mm f/2,8 Ai
Prinz : copieur de dia
Il existe des adaptateurs permettant de monter des objectifs en monture différente sur les boitiers Nikon, la plus classique est la M42. Sauf exception, ces bagues ne permettent aucun automatisme. Le plus souvent, et toujours en M42, la mise au point à l'infini reste possible.

## Boîtiers compatibles
- Tous les boîtiers SLR fabriqués par Nikon (cependant, certains automatismes ne sont pas pris en charge selon les boitiers)
- Fujifilm S1 Pro, S2 Pro, S3 Pro, S5 Pro et IS Pro
- Tous les SLR Kodak basés sur des boîtiers Nikon :
  - DCS 100 (base de Nikon F3),
  - DCS 200 (base de Nikon F-801),
  - DCS 315 (base de Nikon Pronéa 600i),
  - DCS 330 (base de Nikon Pronéa 600i),
  - DCS 420 (base de Nikon F90),
  - DCS 460 (base de Nikon F90x),
  - DCS 425 (base de Nikonos RS, quelques exemplaires produits pour les Seal de l'US Navy),
  - DCS 620 (base de Nikon F5),
  - DCS 660 (base de Nikon F5),
  - DCS 760 (base de Nikon F5),
  - DCS 760 M (base de Nikon F5),
  - DCS 14N (base de Nikon F80).
- Dans le système Sinar m : Module miroir pour objectifs Nikon
- Le Kiev 19M, produit par Arsenal en Ukraine, et les modèles Kiev 17, Kiev 18, Kiev 19, Kiev 20.